# Киевский (район Гатчины)
Ки́евский — микрорайон города Гатчины (Ленинградская область). Расположен в южной части города вдоль Киевской улицы (отсюда и название).
Граничит:
- на севере — с Красноармейским
- на востоке — с Приоратским парком
- на юге — с Химози
- на юго-западе — с Большеколпанским сельским поселением
- на западе — с Аэродромом

## История
Первоначальное название района — Динабу́ргская слобода́. Она возникла в 1863 году, когда по просьбам жителей министерство путей сообщения выделило несколько земельных участков для строительства усадеб. Своё название слобода получила по Динабургскому шоссе (ныне — Киевская улица), направлявшемуся в сторону города Динабург (ныне — Даугавпилс).
В 1881—1883 годах в память кончины Александра II была построена каменная часовня. Тогда же слобода была переименована в Алекса́ндровскую. Некоторое время в ней размещалось Гатчинское волостное правление.
В начале XX века слобода становится дачной местностью. В 1912 году несколько месяцев здесь снимал квартиру лётчик Пётр Нестеров. В 1916 году в слободе открылось почтовое отделение.
После Октябрьской революции слобода была переименована в Пролета́рскую. А в 1940 году её главная улица стала называться Киевской.

## Достопримечательности

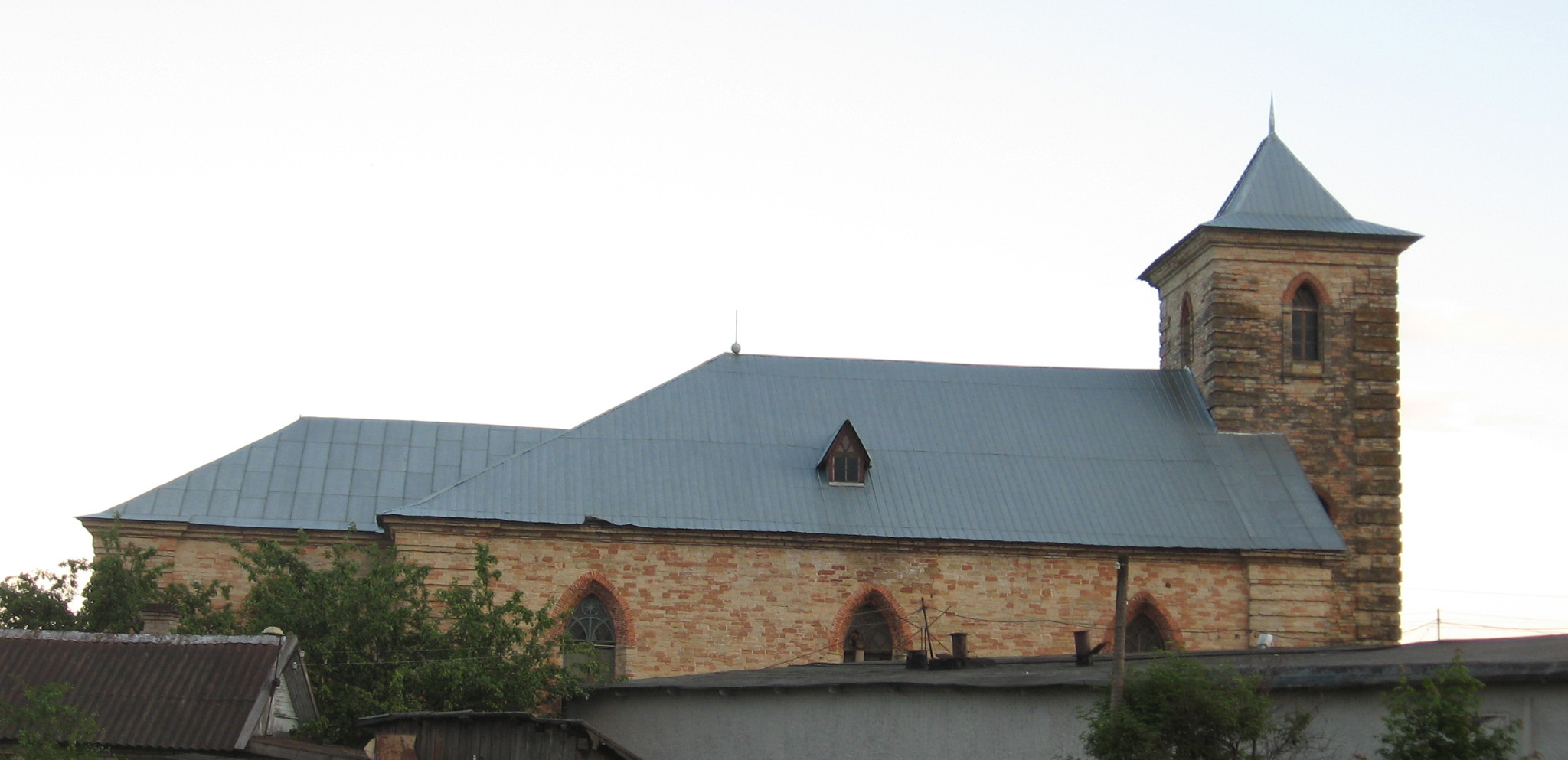
Лютеранская церковь Святого Петра

- Лютеранская церковь Святого Петра , также называемая Колпанской кирхой

## Предприятия и организации
- ЗАО «Гатчинский завод „Авангард“» — производство кемпинговой мебели, металлических карнизов и пиротехники
- Школа №36
- Отделение «Почты России» Гатчина-2

## Улицы микрорайона
- Двинское шоссе
- Киевская улица
- Красногвардейская улица
- улица Кузьмина
- Малый переулок
- Нагорный переулок
- Новопролетарская улица
- Новопролетарский переулок
- Новый переулок
- Озерная улица
- Пионерская улица
- Подъездная дорога
- Сквозной переулок
- Старая дорога
- Товарная-Балтийская улица
- Школьная улица
- Школьный переулок